# Dragovica
Dragovica – wieś w Słowenii, w gminie miejskiej Nova Gorica. W 2018 roku liczyła 52 mieszkańców. 